# Colognola ai Colli
Colognola ai Colli és un comune (municipi) de la província de Verona, a la regió italiana del Vèneto, situat a uns 90 quilòmetres a l'oest de Venècia i a uns 15 quilòmetres a l'est de Verona.
A 1 de gener de 2020 la seva població era de 8.736 habitants.
Colognola ai Colli limita amb els següents municipis: Belfiore, Caldiero, Cazzano di Tramigna, Illasi, Lavagno i Soave.